# ألكسندر ماتشادو
ألكسندر ماتشادو (بالإسبانية: Alexander Machado) هو لاعب كرة قدم أوروغواياني في مركز الهجوم، ولد في 28 مايو 2002 في مونتيفيديو في الأوروغواي. لعب مع نادي سيرو.

## وصلات خارجية
- ألكسندر ماتشادو على موقع قاعدة بيانات كرة القدم.إي يو (الإنجليزية)
- ألكسندر ماتشادو على موقع Soccerway.com (الإنجليزية)
- ألكسندر ماتشادو على موقع عالم كرة القدم.نت (الإنجليزية)